# Mikroregion Uberlândia

Mikroregion Uberlândia

Mikroregion Uberlândia – mikroregion w brazylijskim stanie Minas Gerais należący do mezoregionu Triângulo Mineiro e Alto Paranaíba.

## Gminy
- Araguari
- Araporã
- Canápolis
- Cascalho Rico
- Centralina
- Indianópolis
- Monte Alegre de Minas
- Prata
- Tupaciguara
- Uberlândia